# Ciechanów (gmina)
Ciechanów est une gmina rurale du powiat de Ciechanów, dans la Voïvodie de Mazovie, dans le centre-est de la Pologne.
Son siège administratif est la ville de Ciechanów, bien qu'elle ne fasse pas partie du territoire de la gmina, qui se trouve à 77 kilomètres au nord de Varsovie, capitale de la Pologne.
La gmina couvre une superficie de 140,23 km2 pour une population de 5 938 habitants en 2006.

## Histoire
De 1975 à 1998, la gmina est attachée administrativement à la voïvodie de Ciechanów. Depuis 1999, elle fait partie de la voïvodie de Mazovie.

## Géographie
La gmina inclut les villages et localités suivantes :
- Baby
- Baraki Chotumskie
- Bardonki
- Chotum
- Chruszczewo
- Gąski
- Gołoty
- Gorysze
- Grędzice
- Gumowo
- Kanigówek
- Kargoszyn
- Kownaty Żędowe
- Mieszki Wielkie
- Mieszki-Atle
- Mieszki-Bardony
- Mieszki-Różki
- Modełka
- Modła
- Niechodzin
- Niestum
- Nowa Wieś
- Nużewko
- Nużewo
- Pęchcin
- Pieńki Niechodzkie
- Przążewo
- Romanowo
- Ropele
- Rutki-Begny
- Rutki-Borki
- Rutki-Bronisze
- Rutki-Głowice
- Rutki-Krupy
- Rutki-Marszewice
- Rutki-Szczepanki
- Rydzewo
- Rykaczewo
- Rzeczki
- Ujazdówek
- Ujazdowo
- Wola Pawłowska
- Wólka Rydzewska

### Gminy voisines
La gmina de Ciechanów borde la ville de Ciechanów et est voisine des gminy suivantes :
- Glinojeck
- Gołymin-Ośrodek
- Ojrzeń
- Opinogóra Górna
- Regimin
- Sońsk
- Strzegowo

### Source
- Chiffres de population officiels polonais 2006